# Rue Wilfrid-Laurier
La rue Wilfrid-Laurier est une voie du 14e arrondissement de Paris, en France.

## Situation et accès
La rue Wilfrid-Laurier est une voie publique située dans le 14e arrondissement de Paris. Elle débute au 10, boulevard Brune et se termine avenue Marc-Sangnier.

## Origine du nom
Elle porte le nom de l’homme d’État canadien Wilfrid Laurier (1841-1919). 

## Historique
La voie a été ouverte en 1928 sur l'emplacement du bastion no 76 de l'enceinte de Thiers et a pris sa dénomination actuelle l’année suivante. 